# Nkol Ntsam
Pour les articles homonymes, voir Nkol.
Nkol Ntsam ou Nkolntsam est un village de la région du Centre au Cameroun, localisé dans la commune de Mbankomo et le département de la Méfou-et-Akono.

## Population
En 1965, Nkol Ntsam comptait 140 habitants, principalement des Ewondo.
Lors du recensement de 2005, ce nombre s'élevait à 193.